# Каппаров, Нурлан Джамбулович
Нурлан Джамбулович Каппаров (30 марта 1970, Алма-Ата, КазССР — 26 марта 2015, Пекин, КНР) — казахстанский государственный деятель и предприниматель.

## Биография
Происходит из рода жаныс племени дулат
В 1987 году окончил Республиканскую физико-математическую школу (РФМШ) в городе Алма-Ата. До 7-го класса учился в с.ш 12 г. Алма-Ата.
В 1987—1991 годах — студент Казахского государственного университета. 1988—1989 год срочная служба в рядах Советской армии в ГСВГ В 1991 году основал фирму Акцепт.
В 1997 году — Алматинский технологический институт.
В 1998 году — Президент компании АО ННК «Казахойл».
В 2003 году — Высшая школа государственного управления им. Дж. Кеннеди Гарвардского университета.
С 1999 года — вице-министр энергетики, индустрии и торговли Республики Казахстан.
В 2001 году — вице-министр энергетики и минеральных ресурсов Республики Казахстан.
С 25 сентября 2012 года — Министр охраны окружающей среды Республики Казахстан.
С 11 ноября 2013 года — Министр окружающей среды и водных ресурсов Республики Казахстан.
Крупный акционер АО «Казинвестбанк» (наряду с другим министром — Министром экономики и бюджетного планирования Республики Казахстан Ерболатом Досаевым).
26 марта 2015 года скончался в Пекине от сердечного приступа. Похоронен на кладбище Кенсай в г. Алматы.

## Награды
- Орден Курмет (2013)